# The Rebound
The Rebound är en amerikansk romantisk komedi från 2009 i regi av Bart Freundlich. Huvudrollerna innehas av Catherine Zeta-Jones och Justin Bartha.

## Handling
Sandy (Catherine Zeta-Jones) upptäcker att hennes man har varit otrogen och efter en hastig skilsmässa lämnar hon sitt hem, tar sina barn och flyttar till New York. Där börjar ett nytt liv med ny lägenhet ovanför ett kafé och hon blir vän med en av servitörerna, Aram Finklestein (Justin Bartha). 
Aram (Justin Bartha) är 25 år och är inte säker på vad han vill göra med sitt liv trots att han har en högskoleexamen och en examen i kvinnors studier och feminism. Han bestämmer sig för att ta jobbet som barnvakt åt Sandys barn och i slutändan blir han deras barnflicka på heltid.